# Farcașa
Farcașa là một xã thuộc hạt Neamț, România. Dân số thời điểm năm 2002 là 3211 người.